# Bourg-le-Comte
Bourg-le-Comte est une commune française située dans le département de Saône-et-Loire en région Bourgogne-Franche-Comté.
C'est l'une des six communes du département de Saône-et-Loire située sur la rive gauche de la Loire (à l'ouest du fleuve dans cette partie de son cours).

## Géographie

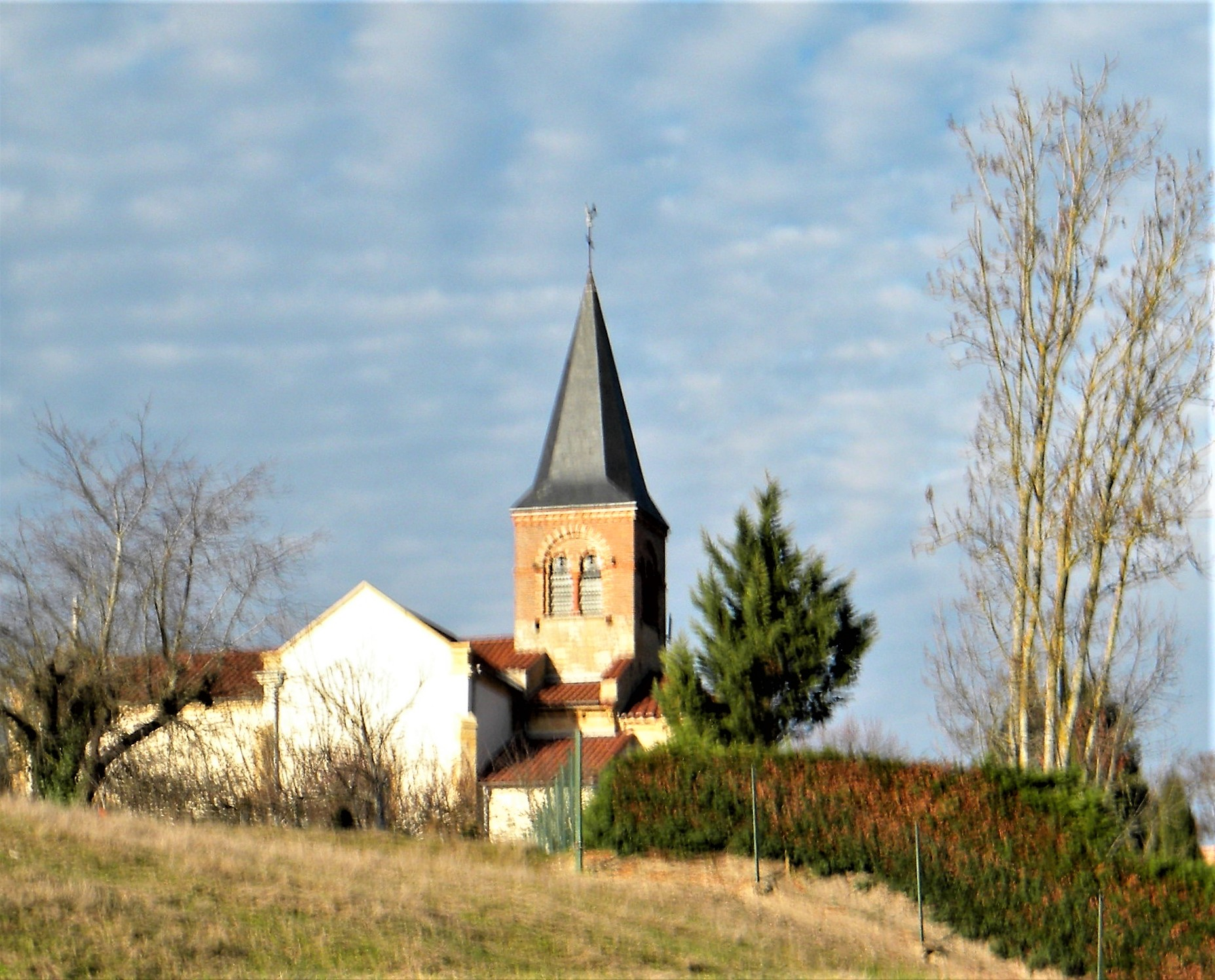
Vue de l'église, dans le village.

Bourg-le-Comte, à la frontière de l'Allier, est traversé par le canal de Roanne à Digoin. La commune est située sur un plateau, rive gauche de la Loire. Elle est traversée par la rivière l'Urbise, affluent de la Loire. Bourg-le-Comte fait partie du Brionnais.
La commune est à 7 km de Marcigny et à 24 km de Digoin.

### Climat
Pour des articles plus généraux, voir Climat de la Bourgogne-Franche-Comté et Climat de Saône-et-Loire.
En 2010, le climat de la commune est de type climat océanique dégradé des plaines du Centre et du Nord, selon une étude du Centre national de la recherche scientifique s'appuyant sur une série de données couvrant la période 1971-2000. En 2020, Météo-France publie une typologie des climats de la France métropolitaine dans laquelle la commune est exposée à un climat océanique altéré et est dans la région climatique Centre et contreforts nord du Massif Central, caractérisée par un air sec en été et un bon ensoleillement.
Pour la période 1971-2000, la température annuelle moyenne est de 11 °C, avec une amplitude thermique annuelle de 16,7 °C. Le cumul annuel moyen de précipitations est de 799 mm, avec 10,9 jours de précipitations en janvier et 7,3 jours en juillet. Pour la période 1991-2020, la température moyenne annuelle observée sur la station météorologique de Météo-France la plus proche, « Briant », sur la commune de Briant à 12 km à vol d'oiseau, est de 11,7 °C et le cumul annuel moyen de précipitations est de 930,7 mm. 
La température maximale relevée sur cette station est de 40 °C, atteinte le 12 août 2003 ; la température minimale est de −14,7 °C, atteinte le 31 décembre 1996,,.
Les paramètres climatiques de la commune ont été estimés pour le milieu du siècle (2041-2070) selon différents scénarios d'émission de gaz à effet de serre à partir des nouvelles projections climatiques de référence DRIAS-2020. Ils sont consultables sur un site dédié publié par Météo-France en novembre 2022.

## Urbanisme

### Typologie
Au 1er janvier 2024, Bourg-le-Comte est catégorisée commune rurale à habitat très dispersé, selon la nouvelle grille communale de densité à sept niveaux définie par l'Insee en 2022.
Elle est située hors unité urbaine et hors attraction des villes,.

### Occupation des sols
L'occupation des sols de la commune, telle qu'elle ressort de la base de données européenne d’occupation biophysique des sols Corine Land Cover (CLC), est marquée par l'importance des territoires agricoles (96 % en 2018), une proportion sensiblement équivalente à celle de 1990 (96,5 %). La répartition détaillée en 2018 est la suivante : prairies (77,4 %), zones agricoles hétérogènes (11,3 %), terres arables (7,4 %), eaux continentales (4 %). L'évolution de l’occupation des sols de la commune et de ses infrastructures peut être observée sur les différentes représentations cartographiques du territoire : la carte de Cassini (XVIIIe siècle), la carte d'état-major (1820-1866) et les cartes ou photos aériennes de l'IGN pour la période actuelle (1950 à aujourd'hui).

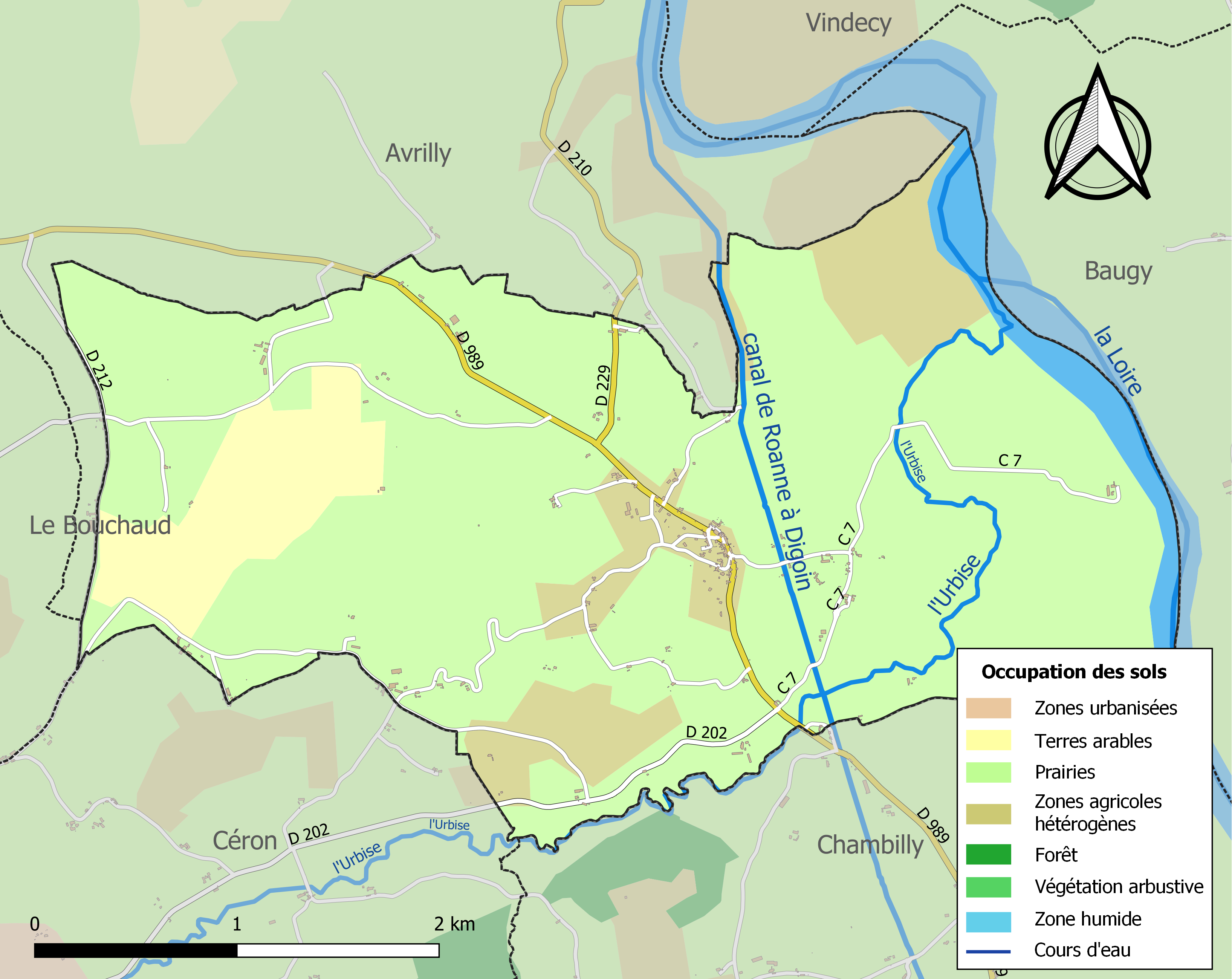
Carte des infrastructures et de l'occupation des sols de la commune en 2018 (CLC).

## Histoire
Le nom de Bourg-le-Comte vient de burgus et indique un lieu fortifié ancien. Objets préhistoriques et monnaies antiques découverts sur le territoire communal témoignent d’une présence humaine très ancienne. Les débats sur les limites du Bourbonnais  et de la Bourgogne sont anciens. En 1500 la paroisse appartient au Bourbonnais. Pendant la Révolution elle est détachée du Bourbonnais et fait désormais partie du canton de Marcigny, donc du Brionnais. Au cours de la période révolutionnaire de la Convention nationale (1792-1795), la commune porta provisoirement les noms de Basses-Marches-du-Bourbonnais et de Bourg-le-Mont.

## Politique et administration
| Période                                  | Période          | Identité        | Étiquette | Qualité  |
| ---------------------------------------- | ---------------- | --------------- | --------- | -------- |
| avant 1988                               | ?                | Gabriel Geay    |           |          |
| 2008                                     | 2020             | Henri Jaquit    |           | retraité |
| 2020                                     | 2021 (démission) | Marc Mouillaud  |           |          |
| 2021                                     | En cours         | Stéphane Luceau |           |          |
| Les données manquantes sont à compléter. |                  |                 |           |          |

## Démographie
L'évolution du nombre d'habitants est connue à travers les recensements de la population effectués dans la commune depuis 1793. Pour les communes de moins de 10 000 habitants, une enquête de recensement portant sur toute la population est réalisée tous les cinq ans, les populations de référence des années intermédiaires étant quant à elles estimées par interpolation ou extrapolation. Pour la commune, le premier recensement exhaustif entrant dans le cadre du nouveau dispositif a été réalisé en 2004.

En 2022, la commune comptait 171 habitants, en évolution de −7,07 % par rapport à 2016 (Saône-et-Loire : −1,06 %, France hors Mayotte : +2,11 %).
| 1793 | 1800 | 1806 | 1821 | 1831 | 1836 | 1841 | 1846 | 1851 |
| ---- | ---- | ---- | ---- | ---- | ---- | ---- | ---- | ---- |
| 258  | 279  | 322  | 368  | 368  | 369  | 319  | 349  | 395  |

| 1856 | 1861 | 1866 | 1872 | 1876 | 1881 | 1886 | 1891 | 1896 |
| ---- | ---- | ---- | ---- | ---- | ---- | ---- | ---- | ---- |
| 390  | 439  | 449  | 461  | 459  | 460  | 498  | 514  | 503  |

| 1901 | 1906 | 1911 | 1921 | 1926 | 1931 | 1936 | 1946 | 1954 |
| ---- | ---- | ---- | ---- | ---- | ---- | ---- | ---- | ---- |
| 467  | 441  | 422  | 342  | 342  | 399  | 335  | 297  | 309  |

| 1962 | 1968 | 1975 | 1982 | 1990 | 1999 | 2004 | 2006 | 2009 |
| ---- | ---- | ---- | ---- | ---- | ---- | ---- | ---- | ---- |
| 356  | 330  | 261  | 219  | 210  | 202  | 205  | 209  | 210  |

| 2014 | 2019 | 2022 | - | - | - | - | - | - |
| ---- | ---- | ---- | - | - | - | - | - | - |
| 187  | 175  | 171  | - | - | - | - | - | - |

## Culture locale et patrimoine

### Lieux et monuments

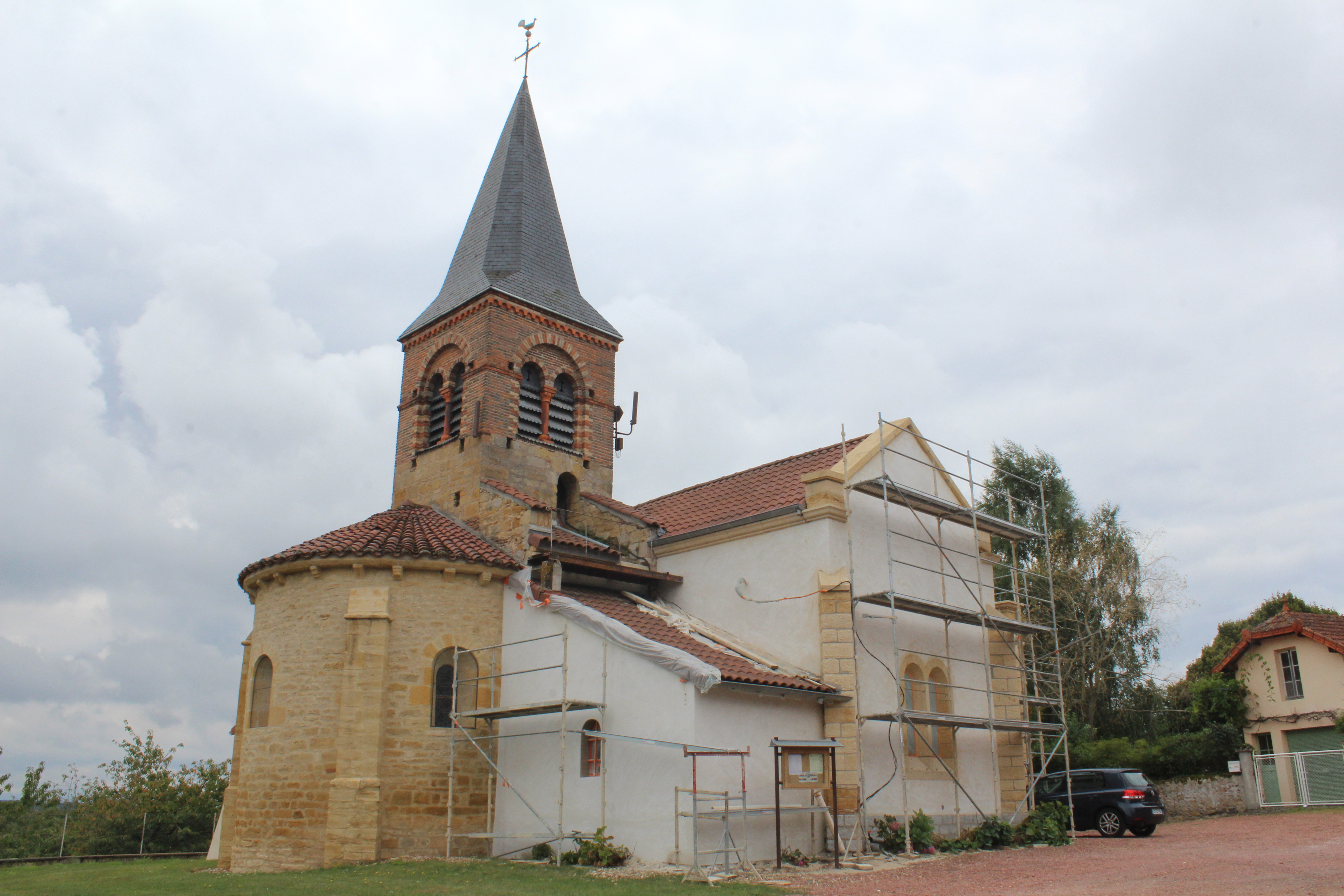
L'église.

- L'église, placée sous le vocable de saint Gervais et de saint Protais, qui dispose de deux particularités : posséder cinq vitraux contemporains, œuvre d’Éric Taizé (1955), et conserver une plaque donnant le nom des prêtres ayant été curés de Bourg-le-Comte depuis 1598[23].

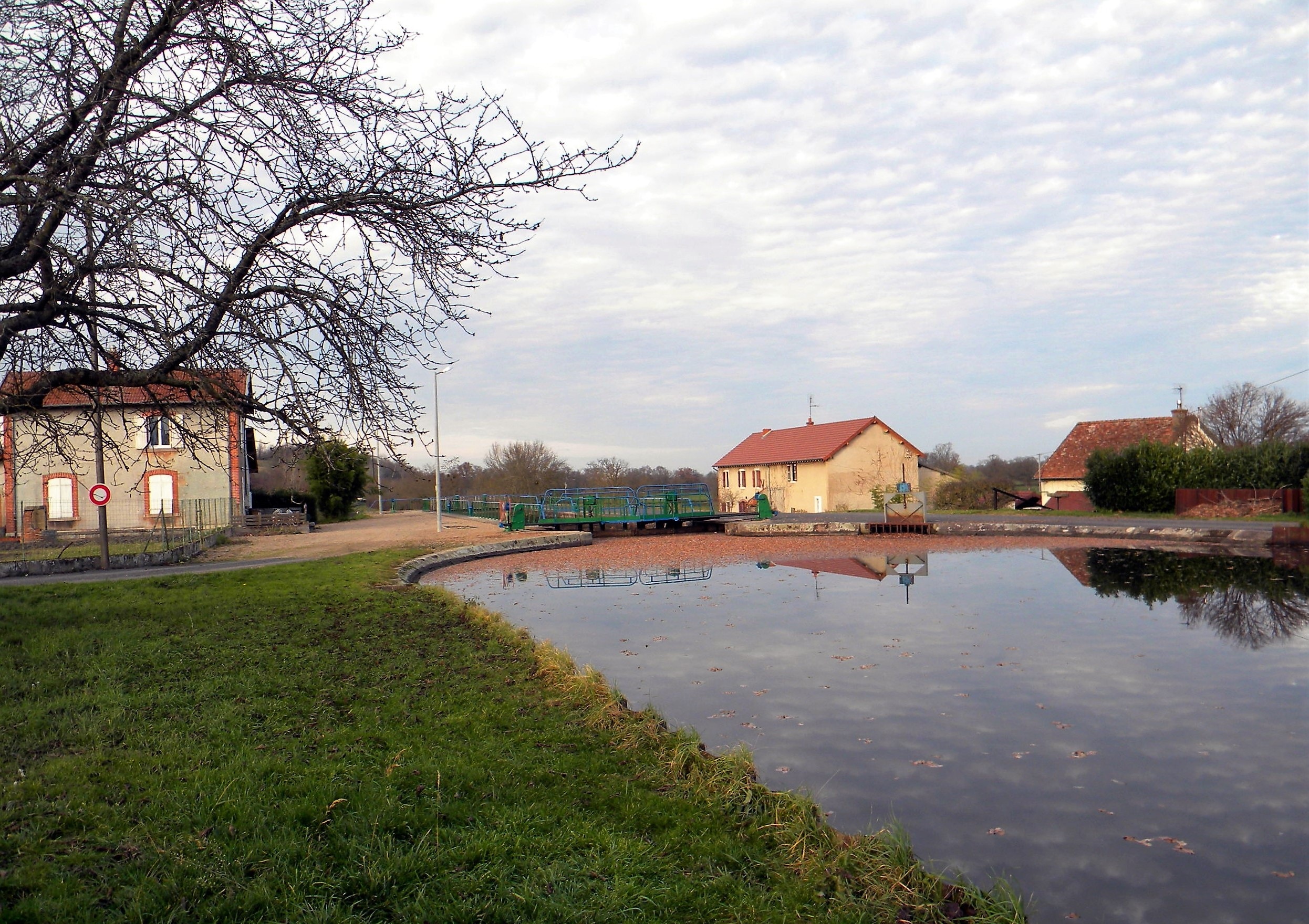
Canal de Roanne à Digoin, amarrage de Bourg-le-Comte.

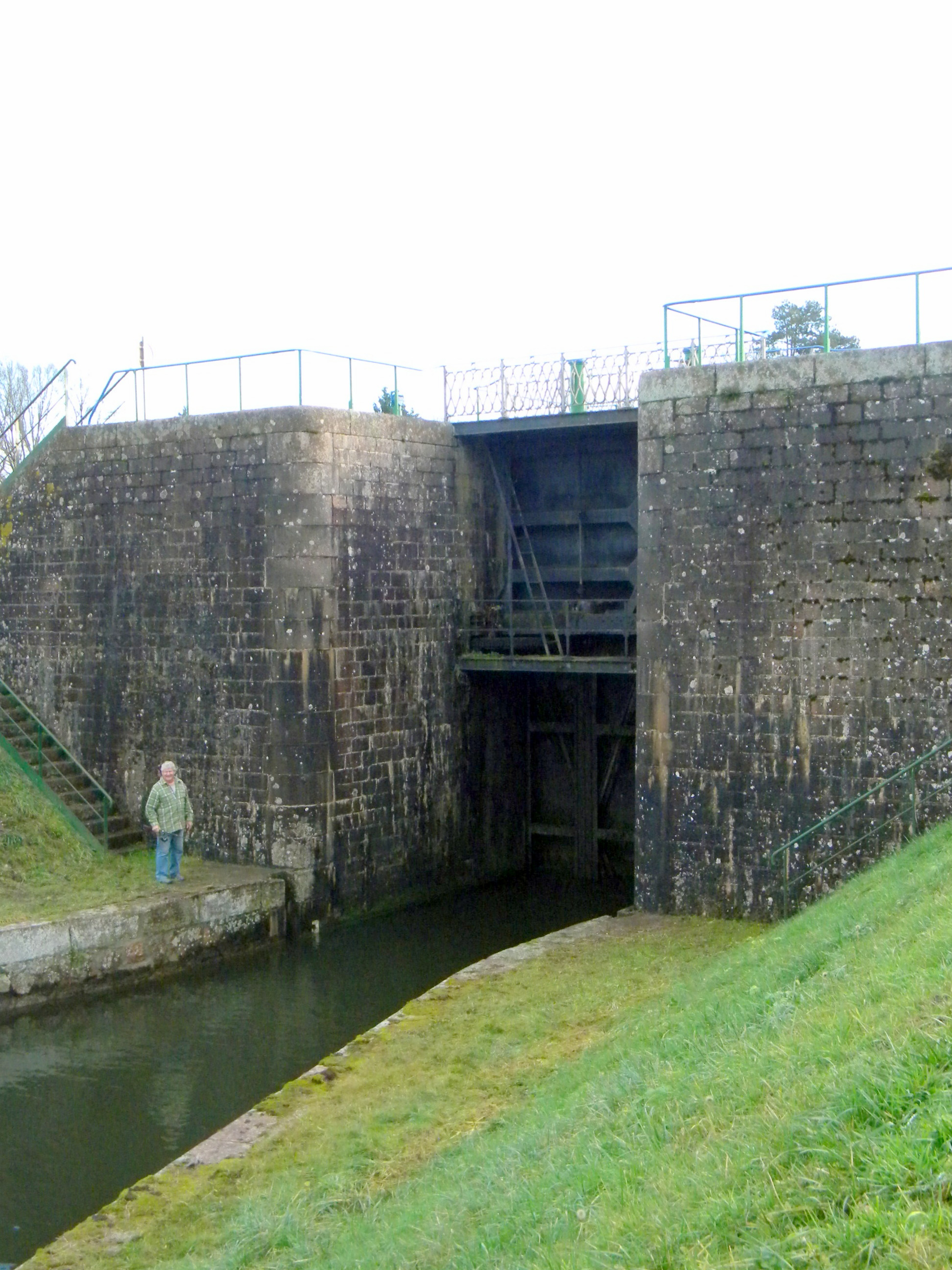
L'écluse n° 7.

- L'écluse n° 7 du canal de Roanne à Digoin, écluse au gabarit Freyssinet profonde de 11 mètres (7,2 m de chute d’eau) qui fut conçue par l'ingénieur Mazoyer en 1899[24].

### Personnalités liées à la commune
- Maurice Rehby (1912-1989), instituteur de 1936 à 1950. Révoqué par le régime de Vichy. Pendant la Seconde Guerre mondiale, il fut d'abord lieutenant au Bat d'AF, puis résistant, officier du maquis de Beaubery puis du bataillon du Charolais (1943-1945).
- Émile Chateau, botaniste, est instituteur à Bourg-le-Comte de 1895 à 1908.

## Pour approfondir